# Historia de la Región Autónoma Serbia de Eslavonia Occidental
La vida de la Región Autónoma Serbia de Eslavonia Occidental es efímera. Su historia puede dividirse en un período que se inicia con el incremento de las tensiones interétnicas entre croatas y serbios en 1990, uno que comprende el levantamiento de estos últimos en 1991 que deriva en la declaración de autonomía mediados de ese año y en una guerra abierta en el segundo semestre y un período de alto el fuego desde 1992 que finaliza con la recuperación de la soberanía por parte de Croacia de la zona. En este último período es renombrada como Región / Distrito Serbio de Eslavonia Occidental (Sprska Oblast - Zapadna Slavonija / SO - ZS).

## Antecedentes

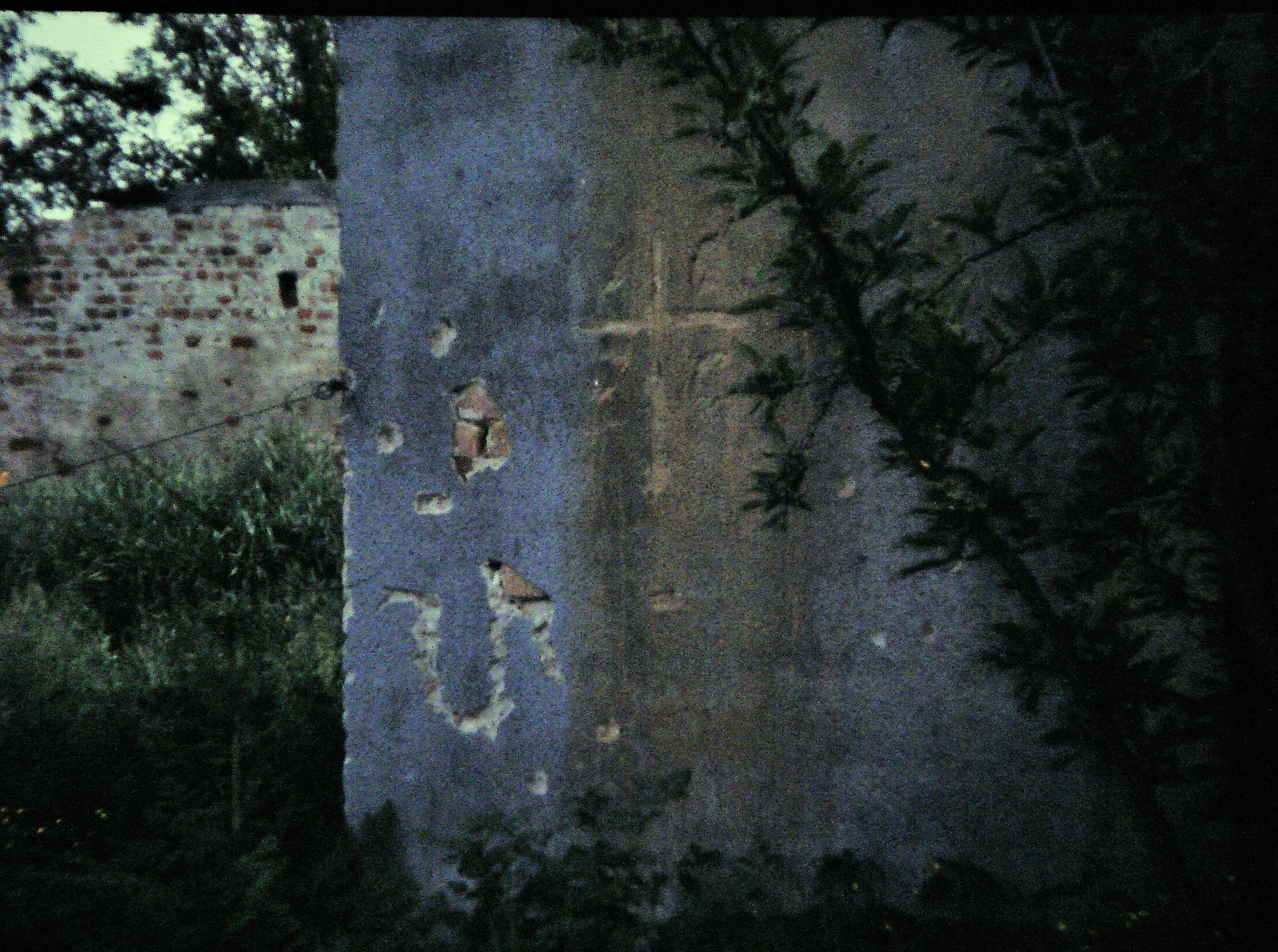
Simbología serbia y ustasha. La primera estuvo vigente durante las guerras yugoslavas. La segunda, no.

Los serbios de Croacia (Srbi u Hrvatskoj) o serbocroatas constituyen la mayor minoría nacional en Croacia. Su religión predominante es la Cristiana Ortodoxa, en su variante serbia. Comparten la lengua con los croatas, serbios, montenegrinos y bosniacos, siendo su escritura la latina y la cirílica. Comparten su identidad étnica con los serbobosnios y con los serbios del este del Drina. 
El desplazamiento de serbios hacia el actual territorio croata se llevó a cabo por las conquistas turcas en la península de los Balcanes. Los movimientos de la población se dirigieron principalmente al norte, noroeste, oeste y suroeste (hacia el litoral adriático), huyendo de los turcos o por reasentamientos provocados por ellos.
En el siglo XV, el Imperio Austriaco formó la denominada frontera militar (Vojna Krajina) ante el avance de los turcos sobre Eslavonia y Croacia, que hasta entonces estaban bajo su dominio. El objeto de la Krajina era proteger a la Europa cristiana de las invasiones turcas y otros peligros del sureste (contrabando, epidemias, robos, etc.). Esta fue abolida en 1881, cuando Turquía ya no presentaba peligro. 
La frontera militar abarcaba los territorios de Croacia de Lika, una parte de Gorski Kotar, Kordun, Banija, Križevci y Djurdjevac y sus los alrededores y el área a lo largo del río Sava. Estas estructuras se encontraban integradas por numerosos serbios ya que, a cambio de tierras y la exención de impuestos, tenían que realizar el servicio militar y participar en la protección del territorio austriaco.
Durante la Segunda Guerra Mundial, los serbios sufrieron asesinatos en masa perpetrados por los Ustaša, organización político militar que gobernó Croacia entre 1941 y 1945. La vigencia del campo de concentración de Jasenovac es una clara muestra de lo sucedido. Esta persecución efectuada por el solo hecho de ser serbio cementó recuerdos que constituyeron un condicionamiento profundo en este pueblo a la hora de tomar decisiones políticas a fin de la década del 80 e inicios del 90.

## Camino hacia la autonomía

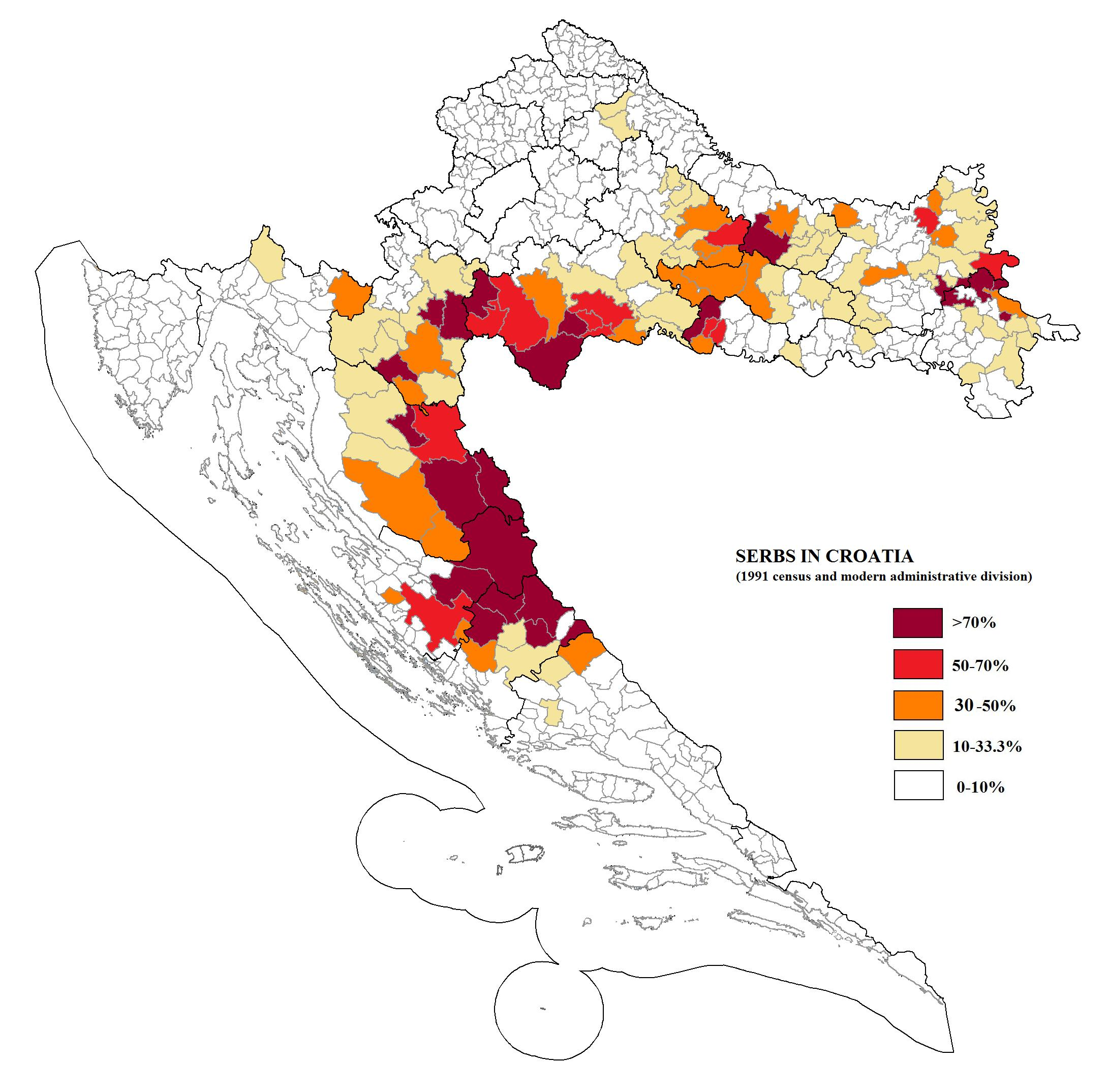
Distribución de los serbocroatas según censo de 1991

Las tensiones interétnicas que fueron en aumento con la muerte de Josip Broz en el año 1980, el prolongado decaimiento económico Yugoslavo en esa década y la situación en el ex-bloque soviético hicieron que la crisis se traslade a Croacia, fundamentalmente a las regiones limítrofes con Bosnia (Krajina) y Eslavonia. La escalada aumentó con las elecciones multipartidarias de Croacia de abril de 1990, incremento que no se detendría hasta el inicio de las operaciones militares en agosto de 1991.

### Evolución de la situación política general de los serbios en Croacia
Los orígenes de las regiones autónomas serbias en Croacia está ligado con los del Partido Democrático Serbio  (SDS) en las zonas de mayoría o importante presencia serbocroata. Con el inicio de las tensiones interétnicas, los croatas se aferraron a la Unión Democrática Croata (HDZ) y los serbios al SDS.
El SDS - Croacia fue creado en la ciudad de Knin en febrero de 1990. Su presidente fue Jovan Rašković. Su área de influencia inicial era las municipalidades próximas a la ciudad donde se fundó. Posteriormente se extiende a la región de Eslavonia, creándose sedes locales entre junio y octubre de 1990. Inmediatamente luego de la formación del SDS se pasaron a él la mayoría de los representantes serbios del Partido del Cambio Democrático (SDP). Es de desatacar que el SDS en Eslavonia Occidental seguía mayormente la postura de Jovan Rašković que bregaba por una salida democrática al conflicto a través del diálogo y negociaciones. Esta postura era contraria a la de Milan Babić (Kinin. Luego líder de la RSK), más intolerante. Rašković creía que debía haber una autonomía territorial dentro de un futuro estado croata. Esta postura no prevalecerá luego en la región.
El 22 de abril de 1990 se celebraron las primeras elecciones parlamentarias libres desde 1938 en la entonces República Socialista de Croacia con segunda vuelta el 7 de mayo. Los resultados del SDS fueron pobres aunque triunfó en las municipalidades de Benkovac, Knin, Gračac y Lapac. 
A partir de entonces, las tensiones interétnicas van en aumento. Aparece una nueva iconografía en las campañas políticas apelando a los eventos sucedidos en la Segunda Guerra Mundial en el marco del Estado Independiente de Croacia de los años 1941/45. Por su parte, los políticos croatas comenzaron a hablar de ser discriminados en su propio estado por situaciones tales como desproporción en el número de policías e integrantes de empresas estatales según composición étnica.
En junio de 1990, se forma la Asociación de Serbia Municipios del norte de Dalmacia y Lika con Milan Babić como presidente. El Proyecto de Estatuto de la Asociación establecía que su propósito era introducir la autonomía regional serbia en Croacia con control local de la vida cívica y cultural. Inicialmente, esta Asociación incluía los municipios de Knin, Benkovac, Gracac, Donji Lapac, Obrovac y Titova Korenica.
En respuesta al temor de convertirse en una minoría discriminada en Croacia, el 25 de julio de 1990 se realiza una asamblea serbia en Srb, a la que asistieron aproximadamente cien mil serbocroatas, entre ellos, serbios de Eslavonia Occidental. La Asamblea aprobó una Declaración "sobre la soberanía y la autonomía de la Nación Serbia" en Croacia. Esta estableció que la nación serbia dentro de Croacia era "una nación soberana con todos los derechos que conlleva la soberanía de una nación". La Declaración también estableció la Asamblea Serbia (AS), con su sede en Srb, como representante político de la nación serbia en Croacia y el Consejo Nacional Serbio (CNS) como cuerpo ejecutivo de la Asamblea. El CNS tendría derecho a celebrar un referéndum del pueblo serbio sobre cuestiones relacionadas con la soberanía y era responsable de aplicar las decisiones de la Asamblea. La Declaración también establecía la AS declaraba nulos todos los cambios constitucionales y legales en Croacia que eran incompatibles con la soberanía de los serbios como nación o su derecho a la autonomía. Finalmente, la Declaración establecía que si Croacia permanecía en Yugoslavia, los serbios exigirían la autonomía cultural, pero si Yugoslavia se convirtiera en una confederación de repúblicas independientes, los serbios de Croacia exigirían autonomía política y territorial.
La asamblea de Srb eligió a Milan Babić, a propuesta de Jovan Rašković, como presidente CNS. Posteriormente, creció una visión de Rašković como un "tibio", por lo que el SDS se dividirá en SDS - Krajina a cargo de Babić y SDS - Croacia de Rašković, sector con adhesión mayor en Eslavonia Occidental.
La primera reunión del CNS se celebró el 31 de julio de 1990 en Knin. En la segunda sesión del CNS del 16 de agosto de 1990 en Dvor na Uni, el Consejo instó a que se realizara un referéndum sobre la autonomía de los serbios entre el 19 de agosto y el 2 de septiembre en todos los asentamientos étnicamente serbios.
En agosto de 1990, las primeras barricadas son emplazados en el área de Knin y luego en las municipalidades de Benkovac, Gračac, Lapac, Korenica y Obrovac. Su propósito era evitar el acceso de fuerzas croatas para restaurar el control. El 19 de ese mes se efectuó el primer referéndum en territorio de la Asociación de Municipalidades Serbias del norte de Dalmacia y Lika interrogándose sobre la autonomía cultural.
El 21 de diciembre de 1990, bajo la dirección de Milan Babić, la Asociación de Municipios se convirtió en Región / Distrito Autónoma de Krajina ("SAO Krajina"). Además de aquellos municipios que habían pertenecido a la Asociación, después del referéndum se sumaron otros con mayoría serbia. El Estatuto de la SAO Krajina establecía que "tendrá la forma de autonomía territorial" dentro de Croacia. Babić la lideró inicialmente y en abril de 1991 fue nombrado formalmente Presidente del Consejo Ejecutivo. En mayo de 1991, se convirtió en primer ministro de la SAO Krajina.
La constitución croata fue promulgada el 22 de diciembre de 1990, siendo contraria a los intereses serbios pues los trataba como minoría y no como pueblo constitutivo.
El 21 de febrero de 1991, Croacia determina que las leyes federales dejaban de tener vigencia en esa República. Ello incomodó a los serbios que creían que Yugoslavia debía ser el estado que abarcara a todos los ciudadanos por lo que el 28 de ese mes deciden su autonomía. Siguiendo con esa tendencia, en una sesión especial del Consejo Ejecutivo de la SAO Krajina del 1 de abril, contrariando las decisiones separatistas croatas, se declara parte de Serbia. Complementariamente declara que las leyes de la República de Serbia y las de Yugoslavia eran válidas en su territorio. Los municipios que se escindían eran los de Knin, Benkovac, Obrovac, Gračac, Donji Lapac, Korenica, Vojnić, Virginmost, Glina, Dvor na Uni, Kostajnica, Petrinja y Pakrac,
El 2 de mayo de 1991, Croacia llama a un referéndum para separarse de Yugoslavia. La SAO Krajina hace lo propio la semana siguiente pero para mantenerse dentro. En ella se les preguntaría: "¿Está a favor de que la SAO Krajina se anexe a la República de Serbia y permanezca en Yugoslavia con Serbia, Montenegro y otros que desean preservar Yugoslavia?" El referéndum fue aprobado por el 99.80% de los votantes.
En junio de 1991 se forma SAO Eslavonia Oriental, Baranja y Srem Occidental con Goran Hadžić como presidente.
El 25 de junio de 1991, Croacia y Eslovenia declararon la independencia de Yugoslavia. Sin embargo, el 8 de julio de 1991 se llegó a un acuerdo internacional según el cual Croacia y Eslovenia suspenderían la aplicación de su independencia hasta el 8 de octubre de 1991.

### Evolución de la situación política particular de los serbios en Eslavonia Occidental
Al igual que en el resto de los sectores donde había mayorías serbocroatas, los orígenes de la SAO - ZS está ligado con los del Partido Democrático Serbio  (SDS). Luego de su fundación en Knin, el SDS - Croacia se extendió a la región de Slavonia y Baranja, abarcando desde Ilok a Kutina, comprendiendo unas 14 municipalidades. Luego se dividirá en SDS - Eslavonia Occidental (EO) y SDS - Eslavonia Oriental y Baranja. Esto permitió que el desarrollo político de Eslavonia Occidental tuviera una dinámica algo particular. El SDS tuvo sus ramificaciones locales: Grubišno Polje que se creó el 6 de junio; Pakrac, el 16 de ese mes; Okučani, el 27 de julio; Nova Gradiška, el 15 de octubre y Slatina que fue fundado el 9 de junio de 1990.
El 2 de octubre de 1990 se produce un importante acto de violencia física en Slatina. Entre 800/1000 militantes del SDS atacan la comisaría de policía local tras haber atacado las comisarías de Knin, Banija, Petrinja y Pakrac. Si bien no pudieron logar el cometido de robar armamento, un policía fue gravemente herido.
En febrero del año siguiente la situación se tensa en Pakrac. Siguiendo la decisión de claro sentido independentista de las autoridades croatas del 21 de ese mes que establecía que las leyes yugoslavas dejaban de tener vigencia en su territorio, el líder local del SDS Veljko Džakula pide una sesión especial de la Asamblea Municipal. La asamblea, de clara mayoría serbia, declara su anexión a la SAO Krajina, que la policía local pasaba a depender del ministerio del interior de esa entidad y que se debía desarmar a la población. Esa decisión fue revocada por la corte constitucional croata el 28 (la que fue ignorada por los serbocroatas).
En marzo de 1991 se produjo un serio incidente en Pakrac que revistó importancia por ser el primero entre fuerzas croatas y serbias. A fin de febrero, llega un refuerzo de cuarenta policías croatas a Pakrac luciendo nuevas insignias (el escudo croata) en sus gorras. En la ciudad había dos comisarías de policía. En una se llevaba la insignia antigua y en la otra la insignia nueva. Las autoridades locales, en cumplimiento de la orden de la asamblea del 29, ordenaron el 1 de marzo que la policía desarmase a los recién llegados. Ello dio lugar a que el Ministerio del Interior de la República de Croacia enviara Fuerzas Especiales a Pakrac para liberar a los oficiales de policía que habían sido desarmados y restablecer el control sobre la comisaría. La situación hizo que se colocaran barricadas en el camino hacia la ciudad para evitar el arribo de la policía croata. El 02 llega la unidad de Policía Especial (MUP) procedente de Bjelovar ocupando la comisaría sin encontrar resistencia. Durante la noche anterior, una unidad de JNA también procedente de Bjelovar llegó a Pakrac. A la tarde hubo un tiroteo entre la nueva policía croata y oficiales y agentes de policía activos y de reserva pertenecientes al municipio de Pakrac. El tiroteo duró aproximadamente una hora y media. La presencia de autoridades federales y provenientes de Zagreb permitió un acuerdo por el que se retiraban las policías arribadas y las comisarías volvían a sus autoridades originales. EL JNA permaneció en la localidad hasta el 19 de marzo.

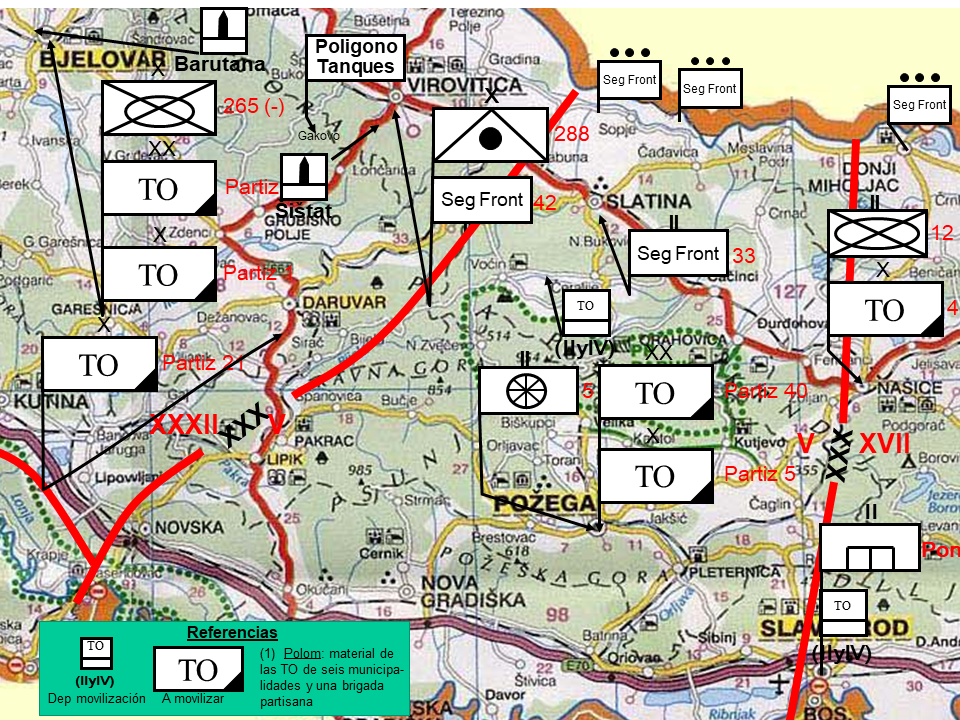
Despliegue del JNA en Eslavonia Occidental a mediados de 1991

En abril, el Ejército Popular Yugoslavo (JNA) comienza a entrenar reservistas serbios en la zona (Slatina y Nasice)
A principios de julio de 1991 se constituye en Lipik el Foro Democrático Serbio. De esa manera se produce una nueva manifestación de la división dentro del SDS en Croacia con el SDS - Krajina. El foro buscaba una salida negociada que evite la guerra. A ese foro, integrado, entre otros, por Veljko Džakula y el profesor Jovan Rašković le fue prohibido tener encuentros en la Krajina por parte del SDS – Krajina.
Ante el fuerte aumento de tensiones, el 12 de agosto de 1991, en la sesión del comité del SDS de Eslavonia Occidental, se promulga la creación de la Región Autónoma Serbia de Eslavonia Occidental (SAO-ZS). La medida se realizó a los efectos de organizar políticamente al área e iniciar negociaciones con el gobierno croata para prevenir la guerra. En esa sesión es elegido presidente de la SAO ZS, Veljko Džakula. En el momento de la declaración, comprendía Pakrac, Daruvar, Grubišno Polje, Podravska Slatina, partes de Orahovica y Okučani. Este levantamiento se concretó, inicialmente, con el emplazamiento de barricadas en sectores controlados por los serbocroatas y la movilización de la estructura militar. 
En el período de su creación, el comité regional del SDS a cargo de SAO-ZS tenía una postura dialoguista con las nuevas autoridades de Zagreb que confrontaba con el SDS de Knin (áreas Knin, Benkovac, Obrovac, Lapac, Korenica, zonas serbias de Dalmatia y Lika) a cargo de Milan Babic, quienes buscaban romper todo contacto.

## Creación de la estructura militar
En mayo de 1990, el JNA ordena desarmar las TO y colocar el material bajo su custodia ante el peligro de su empleo por los movimientos independentistas. Tal orden no se llevó a cabo en forma uniforme. En Pakrac, el armamento no fue incautado y fue tomado por los serbocroatas en los incidentes de mayo del año siguiente.
Otra fuente de material militar provino de la actitud de algunos oficiales del JNA. Por ejemplo, a principios de julio de 1991, el coronel Nikola Marić, jefe del cuartel JNA de Polom (Doljani) comenzó a organizar las milicias serbias. Desde mediados de agosto de 1991, miembros de las milicias serbias estuvieron en el cuartel. En el período comprendido entre el 3 de mayo y mediados de septiembre de 1991, entregó a los serbios de Eslavonia Occidental, entre 4.500 y 5.000 armas de infantería, algunos lanzagranadas, lanzacohetes, cinco morteros de 120 mm y aproximadamente 1.300.000 municiones provenientes del Depósito de Movilización de Doljani (Daruvar). Sin embargo no fue la única fuente de armamento. 
En otro sector noreste de la Eslavonia Occidental, el entrenamiento de las milicias serbias comenzó en abril de 1991 enmarcados en el Partido Democrático Serbio. La actividad se desarrolló en los cuarteles del JNA de Slatina y Našice.

## Hechos durante la Guerra de la Independencia Croata
Véase artículo: Guerra de Croacia

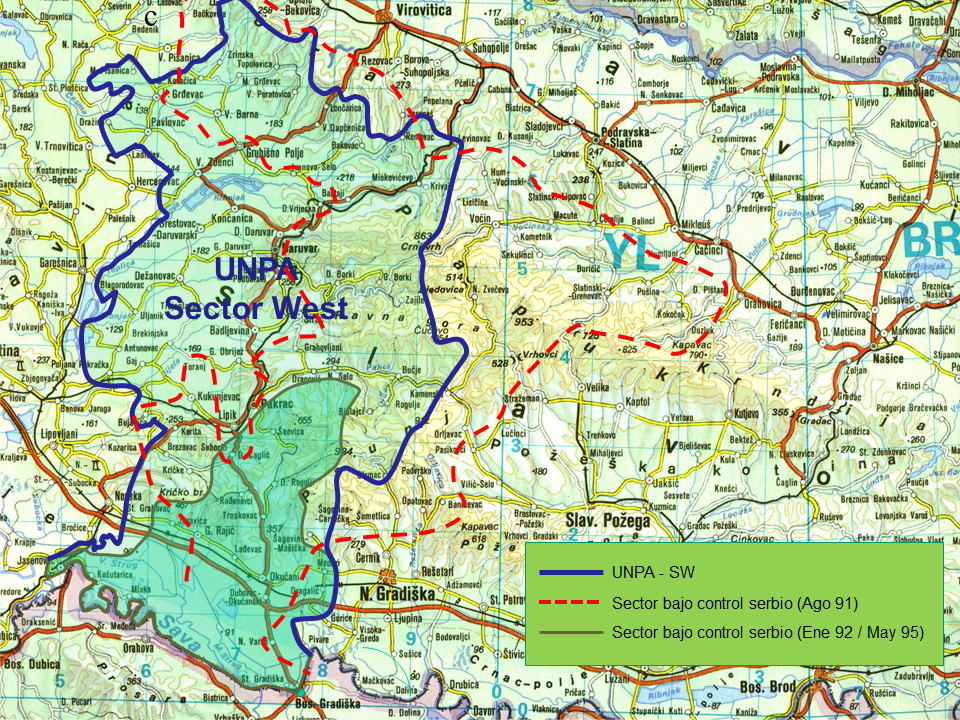
UNPA. Sector Oeste. 1992/5. Incluye sectores que fueron dominios serbios

Véase artículo: Eslavonia Occidental durante la Guerra de Croacia
La guerra en Eslavonia Occidental puede dividirse en: 
- Una primera fase de dominio, expansión y consolidación del territorio serbio. Se inicia a mediados de agosto hasta final de octubre.
- Ingreso del 5.º Cuerpo JNA al teatro. Sucede desde mediados de septiembre y se mantiene durante toda la guerra con direcciones Novska, Okučani y Pakrac.
- Ofensivas croatas (Operación Otkos-10; Operación Orkan-91 y Operación Papuk-91) y repliegue serbio. A partir del 31 de octubre cuando comienza la recuperación de las municipalidades de Grubisno Polje, Daruvar, Slatina y parte de Pakrac.

El 14 de agosto, los primeros enfrentamientos ocurrieron en Eslavonia Occidental. Ese día, tropas de policía croata ingresan a Okučani, localidad mayormente serbia, donde se vivía una tensa calma. Lo hacen con vehículos blindados recibiendo fuego de un proyectil antitanque. Ante la huida de los pobladores, las Fuerzas de Defensa Territorial (TO - Teritorijalna Obradna) - Okučani arriban desde las alturas Psunji con el objeto de expulsar a los croatas del lugar. A los dos días lo logran. Posteriormente, llegó al lugar una unidad mecanizada del JNA para hacer de colchón entre las partes. Concretamente, el 17 arribó un batallón de la Brigada Mecanizada JNA 265 de Bjelovar (350 soldados y 25 vehículos de combate), con la idea de constituirse como fuerza de amortiguación pero quedó del lado de los serbios, después de lo cual las fuerzas croatas se retiraron de Okučani.
 

A partir del 19, el conflicto se extendió a las municipalidades de Pakrac, Daruvar, Grubišno Polje, Slatina, Daruvar y otros lugares, contra las TO que toman posiciones en villas predominantemente serbias. En Okučani, las TO estaban a cargo del área entre Nova Gradiška y Novska.  Por varios días, la TO - Okučani mantuvo las posiciones sin ayuda del JNA ni contacto con Bosnia ni con el resto de Croacia. La lucha se llevó a cabo entre el TO y la policía croata y la Guardia Nacional Croata - (ZNG). La situación impedía evacuar los heridos ya que no se contaba con médicos en el lugar. 

Mapa del plan ofensivo del JNA en 1991 según publicación de la CIA.

Al promediar el mes de septiembre, se produce la Batalla de los Cuarteles, cuando los establecimientos militares del JNA con asiento en territorio croata son atacados para la captura de material militar. El 16 y 17 de septiembre es atacado y ocupado el cuartel de Doljani, donde se guardaba el material de una brigada partisana a movilizar. El cuartel de Virovitica que alojaba a la 288.ª Brigada de Artillería Mixta Antitanques fue capturado el 17 de septiembre.
El 19 de septiembre, el 1.er Distrito Militar (Belgrado), con responsabilidad en la mayor parte de Bosnia y en el este de Croacia, ordena una ofensiva militar. Para ello, el 5.º Cuerpo (Banja Luka) reforzado con las brigadas motorizadas 130 y 544 atacaría en la línea Okučani - Daruvar - Virovitica y fuerzas menores en dirección Okučani - Kutina, en cooperación del 12.º Cuerpo y la 1.ª División de Infantería Mecanizada de Guardia, con el objetivo de dividir Eslavonia, alcanzar la frontera con Hungría y desbloquear las guarniciones del JNA en la región. Contactaría otras fuerzas provenientes de Bosanski Brod y Vinkovci. Su objeto era desarmar las fuerzas paramilitares, ocupar el sector y desbloquear las fuerzas en Varazdin (que caerá el 22).
Finalizando septiembre, arriba al lugar la fuerza del JNA proveniente de Banja Luka llegando solo hasta Pakrac. El territorio más al norte, como Slatina, Daruvar y Grubišno Polje, fue defendido solo por miembros de las TO locales. Por ello, las ofensivas croatas comienzan a tener éxito posibilitadas por la captura de material de cuarteles del JNA entre mediados y fin de septiembre (fundamentalmente los de Bjelovar, Virovitica y Doljani - Daruvar. Ver Batalla de los Cuarteles). El 5 de noviembre cae el área alrededor de Grubišno Polje (Operación Otkos - 10). El 15 de noviembre la región de Daruvar (Operación Papuk-91). Hacia el 15 de diciembre el área alrededor de Podravska Slatina y Požega.
A partir de agosto de 1991, las fuerzas serbias (incluidas las unidades voluntarias conocidas como "Hombres de Seselj"), tuvieron el control de Voćin, sector donde se producirá la mayor masacre en la región. El 4 de septiembre, son muertos en Četekovac, Čojlug y Balinci 22 croatas y dos policías. A partir del inicio de su retirada el 12 de diciembre, comenzaron a quemar casas de ciudadanos croatas y matar civiles en las aldeas de Vocin, Hum, Zvecevo, Bokane y Kraskovic totalizando 43 muertos civiles.

## Situación luego del cese del fuego de 1992

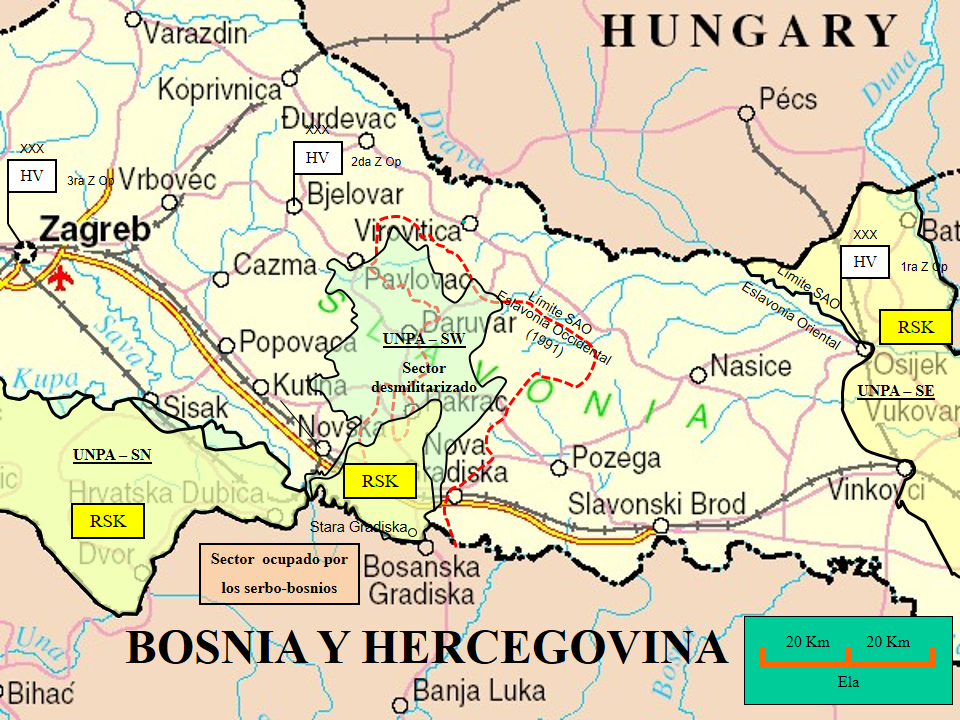
Zona de responsabilidad de UNPROFOR (UNPA) y zona bajo ocupación serbia entre 1992 y 1995.

El 2 de enero de 1992, se firma en Sarajevo la implementación del Plan Vance entre croatas y serbios. Implicaba el cese al fuego a partir del 3 de enero, la desmilitarización de la zona y el despliegue de fuerzas de Naciones Unidas (UNPROFOR) en las zonas afectadas por la guerra. En marzo, la Asamblea de la Republika Srpska Krajina (RSK) aceptó la desmilitarización aunque se la llevó a cabo solo en Eslavonia Occidental.
En febrero se modifica la constitución de la RSK pasando esta a incluir a los distritos (Oblast) de Krajina, Eslavonia Oriental y Eslavonia Occidental.
A partir de 1992, la SO – ZS pasó a ser el remanente de la amplia región que se había revelado en agosto de 1991 contra la autoridad de Zagreb y que se debiera replegar hacia un área de solo un cuarto de superficie al Sur de Pakrac en noviembre / diciembre. La mayoría de la población decidió refugiarse en Bosnia pero aproximadamente de 11.700 personas, mayormente serbios, permanecieron o volvieron luego de un tiempo (esté número es elevado a 23.000/29.000 en otras fuentes).

Luego de la guerra, la situación social fue mejorando lentamente. El orden público de 1992 puede evaluarse como desfavorable debido a la existencia de psicosis de guerra y la situación económica. Había disparos de todo tipo de armas muy a menudo. Después de la retirada de los ejércitos y la desmovilización, la situación de orden público se estabilizó, aunque no se puede decir que eran favorable. Por otro lado, recién a mediados de 1992 comenzaron a funcionar las autoridades civiles. Se carecía de servicio de justicia (el juzgado interviniente debió ser el de Glina).

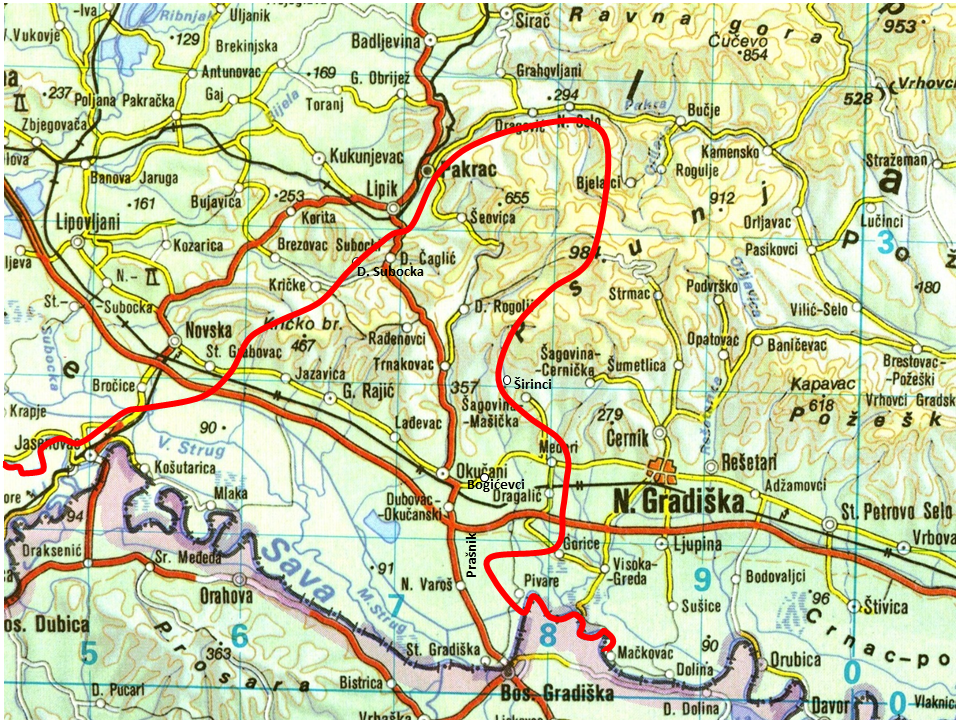
Límites de SAO – ZS. Años 1992/95

Las personas que han estado en el ejército o algunas otras formaciones de guerra fueron difíciles de adaptar a la vida normal. Un gran número de personas se inclinaron al exceso de consumo de alcohol lo que sumado a la falta de trabajo de los desmovilizados afectaron el orden público. 
Otro factor eran los refugiados. En el espacio que la SO ZS mantenía bajo su control, se refugiaron un gran número de habitantes de las municipalidades de Grubišno Polje, Daruvar, Podravska Slatina y Pakrac, lo que contribuyó a minar al estado de ánimo de los ciudadanos y la desestabilización del área. En febrero de 1994, se contaban 7.085 refugiados en Okučani y 3.874 en Pakrac.

### Integración a la Republika Srpska Krajina
El 26 de febrero de 1992 fue creada la República de Serbia de la Krajina que incluía las regiones / provincias (se deja de lado el término autónoma) de Eslavonia Occidental, la Oriental, Baranya y Sirmia Occidental y la Krajina. Hasta entonces, éstas eran entidades separadas. En el nuevo gobierno de RSK, Zdravko Zečević se convirtió en primer ministro, Goran Hadzić fue elegido presidente y Milan Martić ministro del Interior.
En abril de 1992, las tropas de la UNPROFOR comenzaron a llegar a las Áreas de Protección de las Naciones Unidas (UNPAs). El 24 de ese mes, el gobierno de la RSK elige las primeras autoridades municipales de posguerra de Eslavonia Occidental. Se aprueban los consejos ejecutivos de las municipalidades de Pakrac, Okučani, Daruvar, Grubisno Polje y Podravska Slatina.
Una sesión especial de la Asamblea RSK que se celebró a fines de 1992 en Vrbovljani cerca de Okučani. La sesión era relativa a los refugiados decidiéndose en contra de su retorno, posición que era contraria a las ideas de los líderes de SAO-ZS.

### Acuerdo de Daruvar
El 18 de febrero de 1993, se firma el Acuerdo de Daruvar, en Doljani (Daruvar) entre el representantes de Eslavonia Occidental (Veljko Dzakula y otros) mientras que del lado croata los hicieron un representante del gobierno nacional junto con los intendentes de Novska, Pakrac, Daruvar, Grubišno Polje y Slatina. Mediante este acuerdo se comprometían a resolver por medios pacíficos y diálogo todos los problemas existentes relacionados con servicios públicos, agua, electricidad, carreteras y contactos entre familias. El Acuerdo fue el primero de esta naturaleza pero los firmantes serbios fueron culpados de traidores y espías y expulsados de los cargos del nivel nacional.
El 24 de ese mes se desarrolló una reunión de la Asamblea de Eslavonia Occidental para discutir el acuerdo. Debido a que hubo opiniones positivas sobre este acuerdo, la reunión fue rota por radicales armados, por lo que no se imitió ningún documento a favor. "Sin embargo, la gente sentía que el acuerdo de Daruvar les presentaba una solución".
A pesar del acuerdo, los objetivos siguieron siendo divergentes entre ambos actores. Los croatas nunca renunciaron a la reintegración de la región. El presidente de RSK en su visita a la SO ZS manifestó "el deseo de celebrar la Pascua en paz y libertad en un estado serbio único" agregando que no había ninguna variante de la solución política o abandono de Eslavonia occidental y su población o al reemplazo del territorio "porque es parte del país serbio, es parte de la RSK y lo seguirá siendo",
Siguiendo una decisión de la Asamblea de la RSK que autorizó elecciones municipales para mayo de 1993, éstas se llevaron a cabo en Pakrac y Okučani. En la misma fue elegido Džakula como presidente de la Asamblea Municipal de Pakrac, cargo que ocupó hasta el otoño.

### Acuerdo de Zagreb
Siguiendo un acuerdo de alto al fuego para Navidad de 1994 hasta enero y una prolongación por un mes más, el 29 de marzo de 1994, se firmó el Acuerdo de Zagreb. Con él, las partes croata y serbia convinieron que el 4 de abril de 1994 cesarían todas las hostilidades, después de lo cual ambos deberían retirar sus unidades al menos a un kilómetro de la línea de contacto. Entre las nuevas líneas de separación se crearía una "zona de amortiguación" de dos kilómetros supervisada por UNPROFOR. En ese lugar sí se autorizaba la presencia policial para mantenimiento del orden público. Específicamente, las partes se comprometían a:
- 29 de marzo de 1994: desde entonces la situación táctica quedaría congelada dentro de los 10 km a cada lado de la línea de contacto.
- 4 de abril: detención de todas las hostilidades y alto el fuego. Establecimiento de comisiones conjuntas a nivel local.
- Antes de 5 de abril: desplazamiento de armas de tiro indirecto fuera del alcance de la línea de separación, de la siguiente manera: morteros y cañones antiaéreo a más de 10 km; artillería y tanques a 20 km (exenciones en RSK - Beli Manastir, Dalj, Vukovar, Benkovac y Gračac y en la zona de Croacia - Starigrad, Zadar y Šibenik) (no hay devolución de armas a los almacenes bajo el control de UNPROFOR, excepto donde ya está allí).
- Antes de 8 de abril de 1994 separación de las unidades a más de 1000 m de la línea de contacto (solo en ciudades y pueblos la separación puede ser inferior a 2 km entre las fuerzas).
- 9 de marzo de 1994. Comienzo de remoción de minas en el área de separación.
- Antes del 13 de abril de 1994, determinación de la línea de separación en el terreno por comisiones conjuntas.
- Notificar a UNPROFOR del tránsito de unidades SVK 10 km de la línea de contacto.

En Eslavonia Occidental, el acuerdo solo se aplicó en el municipio de Okučani ya que los croatas no establecieron la zona de separación en la municipalidad de Pakrac. Los serbios fueron más proclives al cumplimiento dado que con ello se evitaba los contactos o contrabando de sus tropas o población con sus adversarios.
En el marco del Acuerdo, se levantaron campos minados en la zona de amortiguación en los puntos de paso de Naciones Unidas aunque en el resto de la zona la mayoría permaneció. 
El SVK mantuvo personal vestido de civil con armas ocultas en la zona de amortiguación para brindar seguridad.
A pesar del acuerdo firmado, la normalización de las relaciones con la parte croata se consideró contraria a los intereses de la RSK y fueron prohidas.

### Acuerdo Económico Croacia - RSK[36]
Distintas presiones sobre las autoridades serbias siguieron al Acuerdo de Zagreb para continuar con las negociaciones con los croatas. La aceptación se dio por la difícil situación económica de la RSK y por la presión de Slobodan Milošević y la Republika Srpska. El principal instrumento de negociación serbio era el tramo de la autopista y ramal ferroviario que se extendían unos 23 kilómetros de Paklenica a Dragalić, atravesando la SO-ZS y cuya apertura era pretendida por Croacia.
Los objetivos serbios eran aligerar el bloqueo que sufrían y consolidar la RSK posicionándola como un actor internacional. Localmente, pretendían el regreso de los refugiados a sus lugares de origen.
Los croatas buscaban facilitar la conexión con el sector de Slavonski Brod, la reactivación de un gasoducto en la UNPA-Sector N y la mejora de movimiento en la Dalmacia. Localmente se sumaba posibilitar el suministro de agua a Pakrac y Lipik.
Las negociaciones comenzaron a principios de agosto de 1994, cuando se celebró una reunión en Knin.  El Acuerdo Económico se firmó el 2 de diciembre de 1994. Se incluyeron los reclamos de conectividad y se acordó que se deberían reanudar las negociaciones sobre el regreso de los refugiados y las personas desplazadas. Los croatas podrían usar la autopista y los serbios llegar a Belgrado.
La autopista se abrió el 21 de diciembre de 1994 para ser usada por los croatas. Su custodia estaba brindada por la Policía Civil de las Naciones Unidas. Asimismo, como contraparte, los ciudadanos de la RSK, la RS y la RFY podían viajar por la carretera entre Zagreb - Okučani - Lipovac y viceversa y los vehículos de transporte de pasajeros con patentes de la RSK y FRY (no podían los de la RS) podían moverse libremente a lo largo de toda la autopista. El Acuerdo estipulaba que la arteria no se utilizará para el transporte de mercancías desde y hacia la República Federativa de Yugoslavia y la República Srpska.
La RSK determinó que sus residentes no debían detenerse en los sectores que cruzan el territorio bajo control croata ni entrar en contacto con su población. Sin embargo, la nueva situación permitió la salida masiva de sus residentes al territorio croata para el comercio de combustibles y otros productos y para reunirse con familiares y amigos.
La milicia no logró asegurar el control tardío de la carretera. Bajo las difíciles condiciones de vida que habían estado en esta área desde el inicio de la ocupación en 1991, la población local con la apertura de la carretera vio la posibilidad de al menos una leve mejora de vida. Pero las autoridades de RSK consideraron que la situación plantearía múltiples amenazas para Eslavonia Occidental, principalmente en términos de seguridad.

### Plan de paz Z-4
El Plan Z-4 fue una propuesta para poner fin a la Guerra de Independencia de Croacia con un acuerdo político. Fue redactado por enviados de las Naciones Unidas y diplomáticos de Estados Unidos, Rusia y la Unión Europea.
El documento se preparó en los últimos meses de 1994 y principios de 1995, antes de ser presentado al Presidente croata Franjo Tuđman y a los líderes de la República Serbia de la Krajina el 30 de enero de 1995. Aunque Tuđman no estaba de acuerdo con la propuesta, las autoridades de RSK influenciadas por el presidente serbio Slobodan Milošević: se negó a recibir el documento, y mucho menos a discutirlo. A Milošević le preocupaba que el plan pudiera usarse para forzar el arreglo de una crisis en la provincia de Kosovo de Serbia.
Esas áreas serbias gozarían de un alto nivel de autonomía, con la mayor parte de la autoridad transferida del gobierno de Zagreb al de la Krajina. La región tendría su propio presidente, gabinete, legislación, tribunales, fuerza policial, emblema, bandera y moneda, y el derecho a cobrar impuestos y hacer acuerdos internacionales. Contempla la desmilitarización del área autónoma, el abandono de Eslavonia Occidental y Oriental.

## Fin de Srpska Oblast - Zapadna Slavonja
A fin de marzo de 1995 se produce un cambio en el mandato de la Fuerza de Mantenimiento de la Paz. Fuerza de Paz de Naciones Unidas es reemplazado por UNCRO limitándose su área de incumbencia solo al territorio que se había declarado como Croata en 1943). A partir de entonces, Sector Oeste (UNPA-SW) la situación comenzó a deteriorarse, coincidiendo con lo que sucedía en Bosnia.
En el marco del acuerdo económico que permitía a los serbios desplazarse por la autopista E70 (Zagreb-Belgrado), en el mes de abril se suceden unos incidentes que provocarían el reinicio de las hostilidades en Eslavonia Occidental. El 15 de abril, la RSK suspendió la implementación de los Acuerdos Económicos en lo referente a la vía férrea a los efectos de negociar un mandato de UNCRO más favorable a sus intereses. Durante el 24, cerró temporalmente la autopista en respuesta a la actitud croata de impedir el arribo de un convoy desde el Sector Este hacia Okučani.
El día 28 de ese mes, un civil serbio es apuñalado en una estación de carga de combustible próxima a Nova Gradiška, fuera de la UNPA. Esa noche se desencadenaron una serie de incidentes sangrientos sobre la autopista en venganza a lo sucedido, resultando en la muerte de cuatro civiles croatas, dos heridos y cinco rehenes, más la clausura de la autopista E70 por parte de los serbios.
En la madrugada del 1 de mayo se inicia la denominada Operación Bljesak (Relámpago) que durará hasta el 4 de mayo. Esta operación provocó una derrota contundente de las fuerzas serbias y una huida masiva de sus habitantes hacia Bosnia. Su consecuencia, en lo político, es la desaparición de la Región Autónoma Serbia de Eslavonia Occidental.

## Autoridades Políticas
Veljko Džakula (Primer Ministro): 12 de agosto de 1991 hasta 1992
Veljko Vukelić (Presidente de la Asamblea Popular de Srpska Oblast Zapadna Slavonija): 10 de mayo de 1992
Veljko Džakula (Presidente de la Srpska Oblast Zapadna Slavonija): 10 de mayo de 1992 / febrero de 1993
Dušan Vitez: Presidente de la Asamblea de Srpska Oblast Zapadna Slavonija): enero de 1994